# Cryptographis culminalis
Cryptographis culminalis là một loài bướm đêm trong họ Crambidae.